# Баус
Баус (англ. Bouse) — переписна місцевість (CDP) в США, в окрузі Ла-Пас штату Аризона. Населення — 707 осіб (2020).

## Географія
Баус розташований за координатами 33°53′54″ пн. ш. 113°59′46″ зх. д. / 33.89833° пн. ш. 113.99611° зх. д. (33.898438, -113.996245). За даними Бюро перепису населення США в 2010 році переписна місцевість мала площу 352,82 км², уся площа — суходіл.

## Демографія
Згідно з переписом 2010 року, у переписній місцевості мешкало 996 осіб у 547 домогосподарствах у складі 303 родин. Густота населення становила 3 особи/км². Було 914 помешкання (3/км²).
Расовий склад населення:
| - 93,2 % — білих - 1,5 % — корінних американців - 0,3 % — азіатів - 2,1 % — осіб інших рас |

До двох чи більше рас належало 2,9 %. Частка іспаномовних становила 3,9 % від усіх жителів.
За віковим діапазоном населення розподілялося таким чином: 8,0 % — особи молодші 18 років, 41,7 % — особи у віці 18—64 років, 50,3 % — особи у віці 65 років та старші. Медіана віку мешканця становила 65,1 року. На 100 осіб жіночої статі у переписній місцевості припадало 102,0 чоловіків; на 100 жінок у віці від 18 років та старших — 104,0 чоловіків також старших 18 років.
Середній дохід на одне домашнє господарство становив 41 411 долар США (медіана — 30 326), а середній дохід на одну сім'ю — 50 989 доларів (медіана — 40 833). За межею бідності перебувало 8,0 % осіб, у тому числі 0,0 % дітей у віці до 18 років та 0,7 % осіб у віці 65 років та старших.
Цивільне працевлаштоване населення становило 160 осіб. Основні галузі зайнятості: освіта, охорона здоров'я та соціальна допомога — 44,4 %, роздрібна торгівля — 19,4 %, мистецтво, розваги та відпочинок — 15,0 %.